# Cinéma Le Palace (Tunis)
Le cinéma Le Palace, anciennement appelé Politeama Rossini ou Rossini Palace, est un bâtiment tunisien situé sur l'avenue Habib-Bourguiba à Tunis. Il sert de nos jours de salle de cinéma. Cet établissement initialement appelé le Coq d'Or, Brasserie de la Paix,La Poule au pot, était une brasserie tenue par Monsieur Canova;le maître de salle s'appelait Raymond Canova, le fils du propriétaire.

## Histoire
Inauguré le 12 mars 1903, il sert d'abord comme théâtre pour la communauté italienne de Tunis. En 1923, il est revendu et transformé en magasin de meubles. Quelques années plus tard, il est transformé en salle de cinéma.
L'Association de sauvegarde de la médina de Tunis reconstruit son fronton détruit lors des travaux d'embellissement de l'avenue Habib-Bourguiba en 2002.